# Cleopatra (película de 1917)
Cleopatra fue una película muda de 1917 dirigida por J. Gordon Edwards y con la vampiresa del momento (Theda Bara), con Fritz Leiber Sr. (1882 - 1949) como Julio César y con Thurston Hall (1882 - 1958) como Marco Antonio.
Fue una de las producciones más elaboradas de Hollywood hasta entonces, con decorados y vestuarios muy trabajados. Según indicaba el estudio, la película costó USD 500.000 y empleó a casi 200 personas. 
La historia de esta película muda está basada en la obra de William Shakespeare Antonio y Cleopatra. Theda Bara aparece con una gran cantidad de fantásticos vestidos bastante osados para la época. La película tuvo un gran éxito. 
Años después, las normas de Hollywood cada vez más puritanas juzgaron este filme como demasiado impúdico para ser visto, y las últimas dos copias fueron destruidas en el incendio de la bóveda de Fox de 1937. Solo algunos fragmentos, hoy en manos del Museo de Arte Moderno de Nueva York, han sobrevivido hasta nuestros días.

## Reparto
- Theda Bara como Cleopatra.

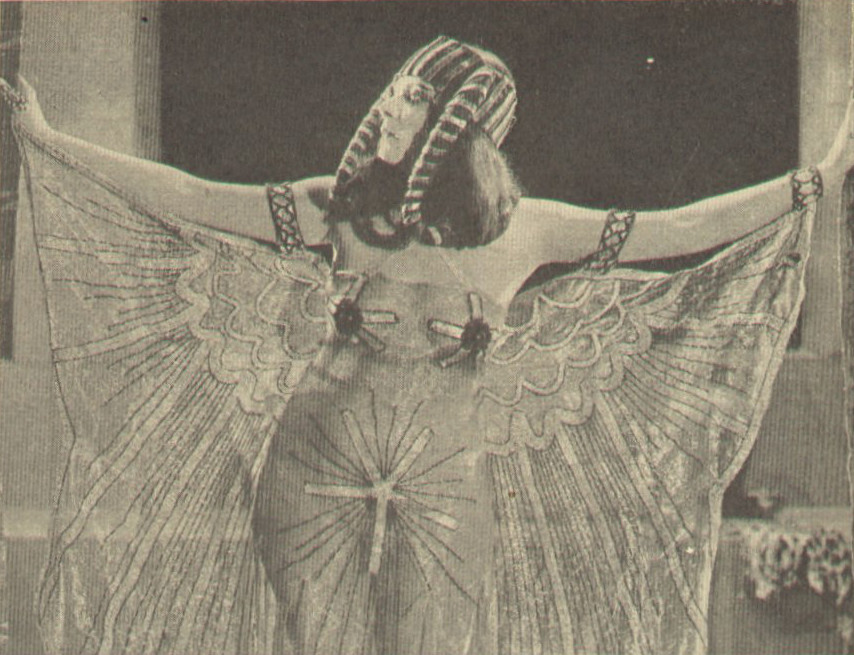
Theda Bara como Cleopatra.

- Fritz Leiber Sr. como Julio César.
- Thurston Hall como Marco Antonio.
- Alan Roscoe como Pharon.
- Herschel Mayall como Ventidio.
- Dorothy Drake como Carmión.
- Delle Duncan como Iras.
- Henri De Vries como Octavio.
- Art Acord como Kefrén.
- Hector Sarno como el Mensajero.
- Genevieve Blinn como Octavia.